# Kaplica Ogrojcowa przy kościele Świętej Barbary w Krakowie

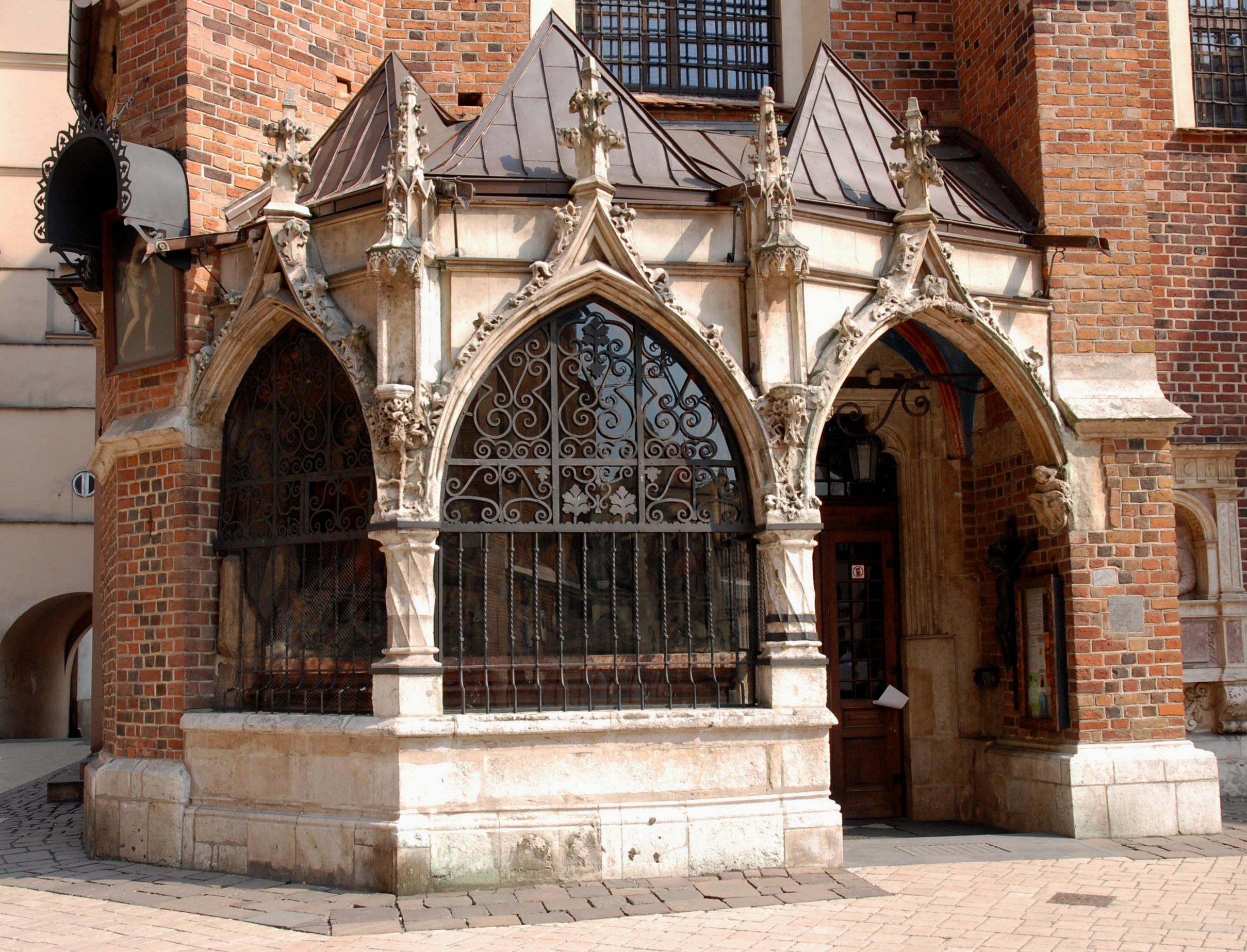
Widok ogólny Ogrojca

Kaplica Ogrojcowa przy kościele Świętej Barbary w Krakowie lub Ogrójec, Ogrojec – późnogotycka przybudówka wzniesiona w między 1488 a 1516 rokiem, przylegająca do zachodniej elewacji krakowskiego kościoła św. Barbary, usytuowanego między Placem Mariackim a Małym Rynkiem, w ścisłym centrum historycznego Starego Miasta. Część południowa kaplicy mieści kruchtę z portalem wejścia głównego do kościoła. Ogrojec jest cennym przykładem późnogotyckiej syntezy sztuk – architektury, rzeźby i malarstwa przełomu XIV i XV wieku. Autorstwo budynku kaplicy nie jest znane; najprawdopodobniej jest to dzieło nieznanego mistrza wykształconego w południowych krajach Rzeszy (Szwabia lub Nadrenia Środkowa), natomiast rzeźby przypisywane są Witowi Stwoszowi i jego warsztatowi.

## Historia
Wzniesiony u schyłku XIV wieku kościół św. Barbary był dawniej świątynią cmentarną. Przestrzeń między nią a parafialnym kościołem Mariackim zajmował cmentarz, służący przede wszystkim krakowskim mieszczanom. Jednym z nich, pełniącym funkcję rajcy miejskiego, był Adam Szwarc (nota bene brat Jerzego, archiprezbitera kościoła NMP), który miał uposażyć dla hortus Domini ołtarz, co miało miejsce w 1488 roku. Altarię zaś erygował, zgodnie z wolą zmarłego już fundatora (który spisał testament w 1509 roku), biskup Jan Konarski 24 maja 1516 roku. Odtąd przy ołtarzu kaplicy dwa razy w tygodniu odbywała się liturgia, prawdopodobnie za dusze zmarłych.
W roku 1583 kościół św. Barbary przejęło Towarzystwo Jezusowe, przy czym kaplica ogrojcowa zachowała status quo; w celu podkreślenia autonomiczności arkadę północną przekształcono na wejście do Ogrojca dla mieszczan i parafian. W Wielki Czwartek, w latach 1655–1656, kaplica była punktem docelowym procesji z kościoła Franciszkanów organizowanego przez tamtejsze Bractwo Męki Pańskiej. W roku 1786 patronat nad kaplicą objęła parafia mariacka. W XVIII wieku dwukrotnie przebudowano kaplicę: w 1743 roku dach nakryto dachówką, około 1750 arkady zamknięto kratami i drewnianymi okiennicami.
W 1820 roku kaplica została objęta zakazem sprawowania nabożeństw narzuconym przez władze zaborcze. Niszczejąca kaplica została pod koniec XIX. i początku XX. stulecia poddana kilkukrotnym zabiegom konserwatorskim: najpierw w 1870 z inicjatywy Bractwa Pana Jezusa Ukrzyżowanego, następnie w 1895 i ostatecznie w 1910 roku. Ta ostatnia konserwacja została przeprowadzona dzięki hojności mieszkańców i instytucjom miejskim. Pracami kierował Zygmunt Hendel, który wcześniej, przed drugą renowacją, zbadał architekturę kaplicy a później był współlaureatem konkursów na odnowę kaplicy zorganizowanych w 1891 i 1892 przez dyrekcję Towarzystwa Przyjaciół Sztuk Pięknych. Dzięki tym zabiegom Ogrojec nie tylko ocalono od dalszej degradacji, lecz także przywrócono dawny późnogotycki charakter. Co więcej, dzięki Juliuszowi Makarewiczowi, odkryto późnogotyckie malowidła ścienne. W 1938 roku Franciszek Mączyński, wraz z zespołem, zrekonstruował zwieńczenia arkad. Ponadto, dzięki Mieczysławowi Gąseckiemu, odnowiono kamienne rzeźby i polichromię. W roku 1953 parafia mariacka przekazała kościołowi św. Barbary zarząd nad kaplicą. Ostatnie konserwacje Ogrojca miały miejsce w latach 1979–1982 oraz w 2004 roku.

## Wygląd

### Architektura kaplicy z dekoracją rzeźbiarską
Ogrojec jest zbudowany z kamienia (dawniej prawdopodobnie polichromowanego na czerwono) na planie nieregularnego heksagonu, dopasowanego do architektury zewnętrznej kościoła. Kaplica jest wciśnięta między środkową a północno-zachodnią przyporę elewacji. Na zewnątrz budowla otwarta trzema arkadami wspartymi na wspornikach oraz przysadzistych filarach spoczywających na wydatnym trzyczęściowym cokole. Jeden ze wsporników (przy kruchcie) zdobi popiersie anioła w dalmatyce dzierżącego tarczę z Orłem Białym. Filary składają się z wielobocznych baz i niskich trzonów przybierających spiralny układ, ponadto są ozdobione romboidalnymi wgłębieniami przypominających kryształ. Powyżej, między arkadami, znajdują się ozdobne fiale z niszami baldachimowymi (gdzie niegdyś znajdowały się rzeźby) o wspornikach z dekoracją roślinną; poniżej w polach płaskorzeźbione masywne, sękate gałęzie na usychających łodygach. Na nasadzie jednej z fial (przy arkadzie wejściowej) u stóp łodygi widoczne są dwie wyrzeźbione myszy. Motywy roślinne w postaci uschniętych liści zdobią zewnętrzne obramienia arkad, które przybierają formę oślego grzbietu zwieńczonego kwiatonem. W niskich trójkątnych szczytach niekompletną dekorację rzeźbiarską tworzą tarcza z herbem Nowina (ponad arkadą północną) oraz Baranek Boży z krzyżem i chorągiewką; u stóp leżą dwa lwy.
Kaplica składa się z dwóch przęseł, nakrytych sklepieniem krzyżowo-żebrowym, które spoczywają na wspornikach w postaci dwóch gryzących się jaszczurek, uschniętej wici roślinnej i pustych tarcz herbowych. Na kluczach sklepień znajdują się zworniki w formie tarcz herbowych, jeden z czaszką i dwoma piszczelami, drugi z arma Christi podtrzymywany przez dwa anioły.

### Ołtarz kaplicy

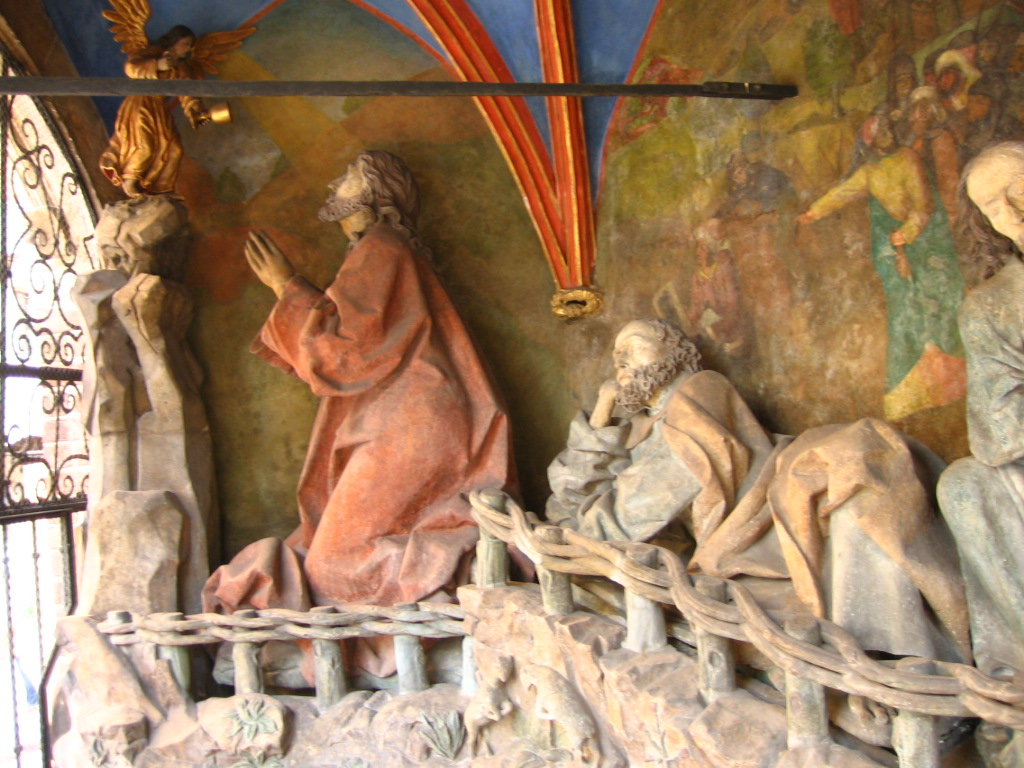
Anioł, Chrystus i święty Piotr

Niewielkie, ciasne wnętrze kaplicy ma bogaty wystrój architektoniczno-rzeźbiarsko malarski, na który składa się przede wszystkim ustawiona na mensie ołtarzowej wykuta z kamienia kompozycja rzeźbiarska oraz malowidło ścienne tworzące razem przedstawienie Modlitwy w Ogrójcu, w typie powszechnym dla późnogotyckiej ikonografii, gdzie scena zostaje rozbita na dwie części. W przypadku krakowskiego Ogrojca część rzeźbiarską tworzą modlący się Jezus Chrystus oraz anioł i pogrążeni we śnie apostołowie. Natomiast na malowanym tle w scenerii krajobrazowo-architektonicznej ukazano Judasza i grupę zmierzającą do ogrodu Oliwnego (Ogrójca), by pojmać Jezusa. Całość charakteryzuje się czytelnym podziałem na trzy plany: skalisty grunt z płotem, postacie Chrystusa i apostołów oraz malowane tło.
Tworzące swego rodzaju nastawę ołtarzową figury są wykonane z wapienia kredowego oraz polichromowane. Podstawą kompozycji figuralnej jest skalisty grunt, który w lewej części przybiera formę smukłej turni, na której stoi anioł trzymający kielich. Obecna, barokowa figura anioła, jest wtórnym uzupełnieniem. Od strony frontowej skaliste rozpadliny, wraz ze stojącym na nich niskim płotem, tworzą parawanową płaszczyznę. Na skałach widoczne płaskorzeźbione rośliny oraz jaszczurka, kret, ślimak i dwa zwrócone do siebie barany.
Kompozycja figuralna charakteryzuje czytelnym podziałem na dwie grupy: lewą tworzy postać pogrążonego w modlitwie Chrystusa i leżącego we śnie św. Piotra, zaś prawą bracia apostołowie: święci Jan Ewangelista i Jakub. Tożsamość apostołów identyfikują atrybuty: Piotr trzyma miecz, Jan Ewangelista księgę, zaś Jakub opiera się o ramię swojego brata. Czynnikiem indywidualizującym poszczególne osoby jednak są przede wszystkim różnorodne potraktowania każdej z postaci: rysy szczegółowo opracowanych twarzy, nieco stylizowane fryzury oraz bogato fałdowane kostiumy, zastygłe w bezruchu gesty i pełne dynamiki upozowanie.
Pogrążony w modlitwie Chrystus, klęcząc ze złożonymi rękami, w obfitej czerwonej szacie, zwraca się do Boga, którego znakiem jest anioł, (w obecnej postaci) ofiarujący Synowi Bożemu kielich. Na młodej twarzy Jezusa widać głębokie uczucie modlitewnej kontemplacji, podczas gdy czuwanie i modlitwa apostołów przemieniła się w sen, co w sposób trafny udało się uchwycić autorowi dzieła. Świadczą o tym symptomy: klęczący Jan Ewangelista kładzie swe ręce na grzbiecie zamkniętej księgi, która podparta jest na lewym kolanie, Piotr opiera swą głowę na lewej ręce, zaś klęczący Jakub kładzie lewą dłoń na ramieniu brata, prawa zaś opada w bezruchu. Oznaki wieku widać na twarzach najmłodszego Jana, starszego brata i najstarszego z trójki Piotra, które podobnie jak oblicze Jezusa są opracowane z dbałością o najmniejszy detal. Najmłodszy z uczniów ma długie, gęste, kędzierzawe, ciemne włosy, natomiast włosy brodatego Jakuba są przybierają kształt loków. Wiek również brodatego Piotra, prócz rysujących się na twarzy zmarszczek, poświadcza łysina i rzadkie, kędzierzawe włosy.
U wszystkich postaci, pod obfitymi plastycznie ukształtowanymi fałdami szat, czytelna jest rzeczywista masa i poprawna od strony anatomicznej budowa ciała, która zauważalna jest zwłaszcza na wysokości ramion i barków oraz kolan. Osoby przedstawione w Ogrójcu odziane są w skromne, długie szaty, święci Piotr i Jan mają narzucone na nie płaszcze. Podobnie jak dynamicznie kształtowane fałdy, kolory szat tworzą efekt plastyczny. Postać Chrystusa przedstawiono w czerwonej sukni, Piotra w jasnoniebieskiej z brunatno-złotym płaszczem, Jana w ciemnozielonej i czerwonej, a w ciemnobłękitnej Jakuba.

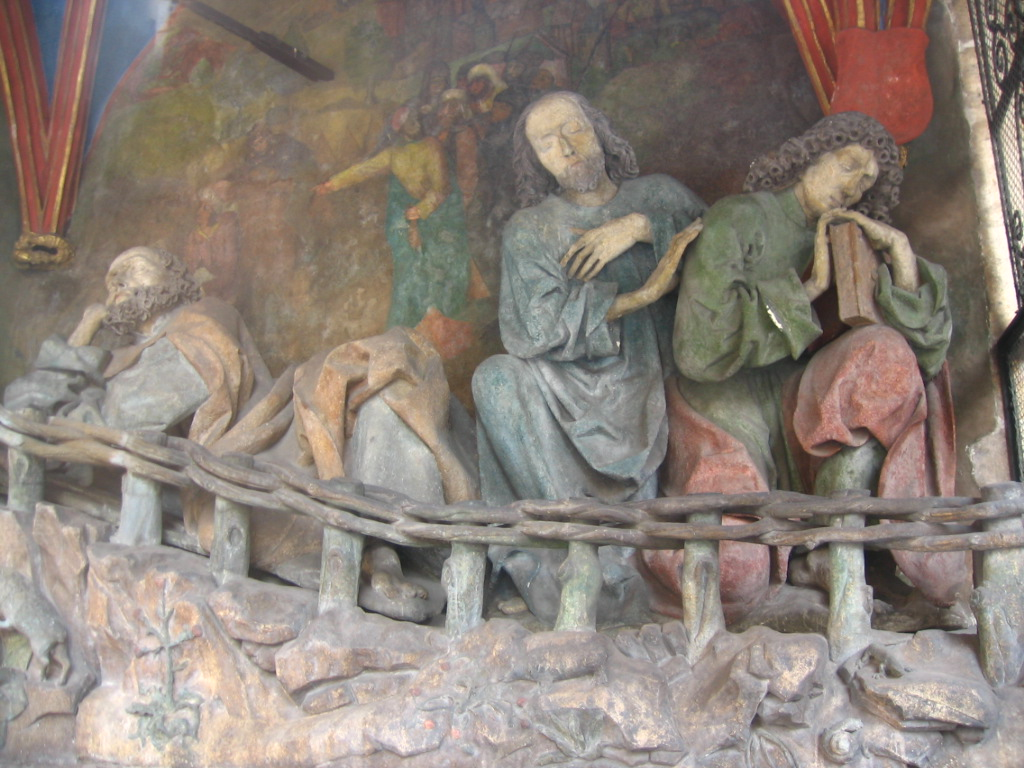
Apostołowie święci Piotr, Jakub i Jan Ewangelista. Widoczny fragment kompozycji malarskiej z dominującą postacią Judasza Iskarioty.

Dopełnieniem kompozycji rzeźbiarskiej jest malowidło przedstawiające scenę wejścia Judasza i Żydów do ogrodu Oliwnego. Przekupiony Iskariota prowadzi motłoch, by pojmać Chrystusa. Wszyscy – z wyjątkiem jednego pachołka, który usiłuje się przedostać przez płot – przechodzą przez bramkę. Rudowłosy Judasz ubrany jest w żółtą suknię i zielonkawo-turkusowy płaszcz, w lewej ręce trzyma worek ze srebrnikami, prawą ręką ostentacyjnie wskazuje na modlącego się Chrystusa, na co zwraca odziany w czarną zbroję dowódca i jego podwładni, którzy charakteryzują się indywidualnymi rysami twarzy, różnorodną gestykulacją, a także odmiennymi kostiumami. Dopełnieniem kompozycji jest krajobrazowa sceneria, którą tworzą pagórki i pojedyncze drzewa. Typowa dla późnego średniowieczna narracyjna odmiana ikonograficzna Modlitwy w Ogrojcu dzięki syntezie malarstwa, reliefu i pełnoplastycznej rzeźby nadaje krakowskiemu dziełu indywidualny charakter.

## Analiza
Ukazane tu przedstawienie Modlitwy w Ogrójcu o dwóch współistniejących narracjach jest jednym z wielu wariantów sceny, której źródłem jest Biblia. O obecności Jezusa w ogrodzie Getsemani (ogród Oliwny, Ogrójec) dowiadujemy się w Nowym Testamencie, we wszystkich Ewangeliach, jednak tylko Mateusz, Marek i Łukasz wspominają bezpośrednio o modlitwie w Ogrójcu. Ich przekazy miały największy wpływ na obrazowanie tego tematu. W sztukach wizualnych upowszechnił się on w XIV wieku ze względu na wzrost zainteresowania tematyką pasyjną. Najbliższym przekazem biblijnym dla krakowskiego Ogrojca jest Ewangelia Mateusza, w której zawarta jest treść:

Wtedy przyszedł Jezus z nimi do ogrodu, zwanego Getsemani, i rzekł do uczniów: „Usiądźcie tu, Ja tymczasem odejdę tam i będę się modlił”.  Wziąwszy z sobą Piotra i dwóch synów Zebedeusza, począł się smucić i odczuwać trwogę. Wtedy rzekł do nich: „Smutna jest moja dusza aż do śmierci; zostańcie tu i czuwajcie ze Mną!” I odszedłszy nieco dalej, upadł na twarz i modlił się tymi słowami: „Ojcze mój, jeśli to możliwe, niech Mnie ominie ten kielich! Wszakże nie jak Ja chcę, ale jak Ty”. Potem przyszedł do uczniów i zastał ich śpiących. Rzekł więc do Piotra: „Tak, jednej godziny nie mogliście czuwać ze Mną?  Czuwajcie i módlcie się, abyście nie ulegli pokusie; duch wprawdzie ochoczy, ale ciało słabe”. Powtórnie odszedł i tak się modlił: „Ojcze mój, jeśli nie może ominąć Mnie ten kielich, i muszę go wypić, niech się stanie wola Twoja!” Potem przyszedł i znów zastał ich śpiących, bo oczy ich były senne. Zostawiwszy ich, odszedł znowu i modlił się po raz trzeci, powtarzając te same słowa. Potem wrócił do uczniów i rzekł do nich: „Śpicie jeszcze i odpoczywacie? A oto nadeszła godzina i Syn Człowieczy będzie wydany w ręce grzeszników. Wstańcie, chodźmy! Oto blisko jest mój zdrajca”. Gdy On jeszcze mówił, oto nadszedł Judasz, jeden z Dwunastu, a z nim wielka zgraja z mieczami i kijami, od arcykapłanów i starszych ludu.

Ze względu na nieliczne zachowane źródła, krakowski Ogrojec jest dziełem zagadkowym. Z założenia powstał jako kaplica zmarłych, stanowiąca łącznik z bezpośrednio przylegającym kościołem św. Barbary i cmentarzem parafii Najświętszej Maryi. Wzniesiony u schyłku XIV wieku kościół św. Barbary mieścił wewnątrz oprócz kaplicy pogrzebowej ossuarium. O kostnicy wspomina wzmianka z 1390, którą zlecił wznieść obok kościoła Mariackiego Mikołaj Wierzynek. Na sklepieniu wisiała lampa-kaganek, będąca latarnią za zmarłych, zaś na jednym ze zworników widnieje trupia czaszka z dwoma piszczelami.
W kontekście nekropoli nieprzypadkowy jest wybór tematu Modlitwy w Ogrójcu, który jako samodzielny temat ukształtował się i upowszechnił w późnym gotyku oraz rozumiany był jako jedno z przedstawień dewocyjnych. Jednym z czynników determinujących kult tego typu wizerunków był ukształtowany wówczas pogląd, iż za wstawiennictwem modlącego się Jezusa spoczywający w cmentarzach zmarli zostaną ocaleni od wiecznych konsekwencji grzechu i śmierci doczesnej, czego gwarancję stanowiła męka i zmartwychwstanie Chrystusa. Dopełnieniem tej koncepcji jest zestawienie zawieszonych na kluczach sklepień zworników, ze wspomnianą czaszką z piszczelami oraz arma Christi, a ponadto przeciwstawienie dwóch par zwierząt, myszy symbolizujących śmierć oraz jaszczurek, które w tym kontekście obrazują wskrzeszenie. Na okres późnego gotyku przypada znaczący progres rzeźby o charakterze sepulkralnym, która nie tylko objęła przestrzeń kościołów i przylegających do nich kaplic, lecz także zewnętrzne elewacje i otoczenie, czego przykładem są cmentarne kaplice lub figury, głównie fundowane przez bogatych patrycjuszy. Krakowski Ogrojec reprezentuje ten nurt, stąd też kaplica postrzegana jest jako swego rodzaju pomnik fundatorów i miejsce prywatnej dewocji, ale ze względu na treść retabulum ołtarza i bogaty program ideowy, okazjonalnie otwierano ją dla potrzeb liturgicznych, częstokroć o charakterze kommemoratywnym. W kontekście modlitwy Chrystusa w Ogrójcu do kulminacyjnych punktów w roku liturgicznym należały Dzień Zaduszny i Wielki Czwartek. Istotną częścią liturgii były modlitwy pokutne i procesje, które wędrowały nie tylko wokół kościoła, więc wówczas na cmentarzu, ale także wyznaczały kaplicę ogrojcową jako punkt docelowy.

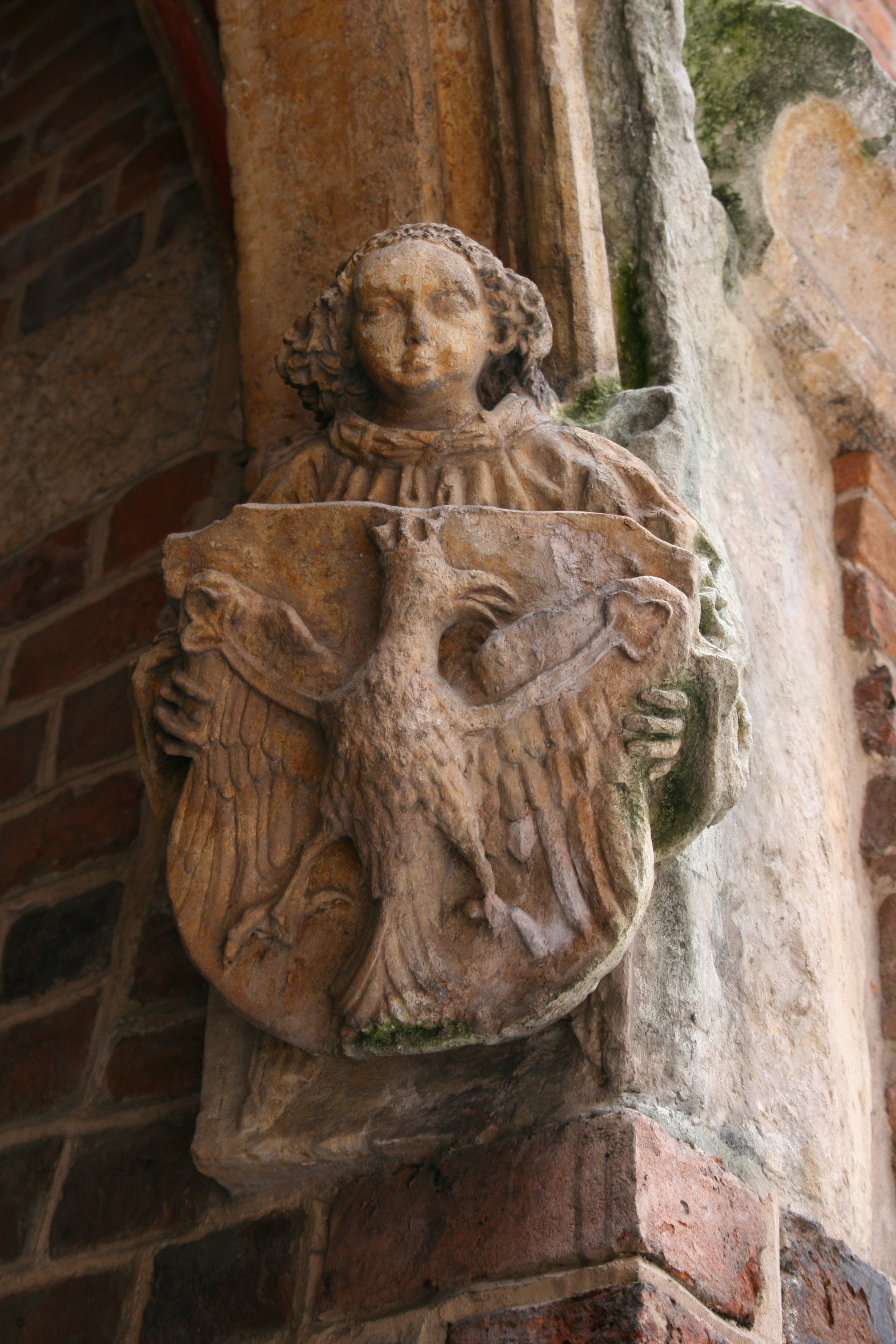
Wspornik z aniołem trzymającym herb Królestwa Polskiego

Architektura, rzeźba i malarstwo w kaplicy Ogrojca tworzą spójną całość i czynią ją przykładem późnogotyckiego kompleksowego dzieła sztuki, jednakże dostrzegalne są różnice stylowe, wskazujące na działalność kilku twórców o różnorodnych poglądach stylowych wywodzących się z odmiennych środowisk artystycznych. Czynnikami silnie wpływającymi na styl dzieła były najprawdopodobniej późnogotycka sztuka południowych krajów Rzeszy (głównie Szwabia oraz Górna i Nadrenia Środkowa) oraz działalność Wita Stwosza i jego krakowskiego warsztatu. Czas powstania kaplicy koreluje z tymi wpływami, co więcej udział przybyłego z Norymbergi mistrza był wielokrotnie brany pod uwagę w bogatej historiografii artystycznej Ogrojca. Pomimo licznych zbieżności i podobieństw z dziełami Stwosza, tezy o przypisaniu samemu mistrzowi zarówno projektu i realizacji architektury kaplicy oraz wykonania figur były wielokrotnie kwestionowane. Dotyczy to głównie architektury Ogrojca, zwłaszcza że w krajach południowej Rzeszy znane są odrębne kaplice ogrojcowe przede wszystkim przy katedrze w Spirze (Nadrenia Środkowa), przy katedrze w Ulm (Szwabia) oraz przy kościele św. Wawrzyńca w Norymberdze (Frankonia). Poza krajami niemieckimi przykładem samodzielnej kaplicy ogrojcowej jest niezachowana kaplica przy kościele św. Marii Magdaleny we Wrocławiu. Jeśli chodzi o detal architektoniczny, według nowszych badań przeważają wpływy szwabsko-wirtemberskie oraz miejscowe krakowskie (m.in. detale architektoniczne i rzeźbiarskie Collegium Maius). W przypadku rzeźbiarskiego przedstawienia Modlitwy w Ogrójcu nie wykluczano udziału samego Stwosza oraz nieznanych mistrzów warsztatu z kręgu mistrza, m.in. brano pod uwagę twórcę rzeźb tworzących Koronację Marii na zwieńczeniu Ołtarza Mariackiego. Kamienne figury kaplicy Ogrojcowej mają najwięcej podobieństw do dzieł Stwosza, stąd teza o udziale mistrza, mimo krytyki, jest w nowszej historiografii uważana za słuszną, a figury miałyby stanowić ogniwo pośrednie, łączące chef d'oeuvre Stwosza – Ołtarz Mariacki – z późniejszymi dziełami artysty. Po wyjeździe Stwosza do Norymbergi w 1496 roku, styl artysty, podobnie jak wpływy sztuki południowoniemieckiej, silnie oddziaływały na twórczość artystów działających około 1500 roku na terenie Krakowa, stąd też datowanie powstania całości Ogrojca przy kościele św. Barbary ujmowane jest w szerokie ramy czasowe, od około 1488 do 1516 roku.
Od strony formy i stylu rzeźby Ogrojca charakteryzują się typowym dla późnego gotyku realizmem widocznym w anatomii i fizjonomii postaci oraz pomysłową stylizacją, co poświadczają dynamiczne, wysublimowane, niekiedy geometryczne układy draperii. Z dbałością opracowany został każdy detal. Figury cechuje różnorodność w głębokości reliefu, sposobach odkuwania, drążenia detali. Świadczy to o talencie i zdolnościach rzeźbiarskich Wita Stwosza, który jest autorem szeregu dzieł dla parafii mariackiej: prócz ołtarza i krucyfiksu wykonał także Chrystusa w ogrodzie Oliwnym (datowanego na lata 1480–85) które pierwotnie znajdowały się w nieznanej przestrzeni cmentarza parafialnego (obecnie w MNK, w pałacu E. Ciołka). Ta kompozycja rzeźbiarska znajdowała się pierwotnie w obrębie cmentarza przy kościele Mariackim, w nieznanym dokładnie miejscu.